# 聖喬治 (法屬圭亞那)
圣乔治（法語：Saint-Georges，法語發音：[sɛ̃ ʒɔʁʒ] ⓘ），法国海外省法属圭亚那的一个市镇，同时也是该省的一个副省会，下辖圣乔治区，其市镇面积为2,320平方公里，2022年1月1日时人口数量为4,710人，在法国城市中排名第2,583位。
圣乔治位于法属圭亚那东部，奥亚波克河左岸，隔河与巴西阿馬帕州奧亞波基相望，是一个区域性的中心城市，通过N2公路连接首府卡宴。

## 地名来源

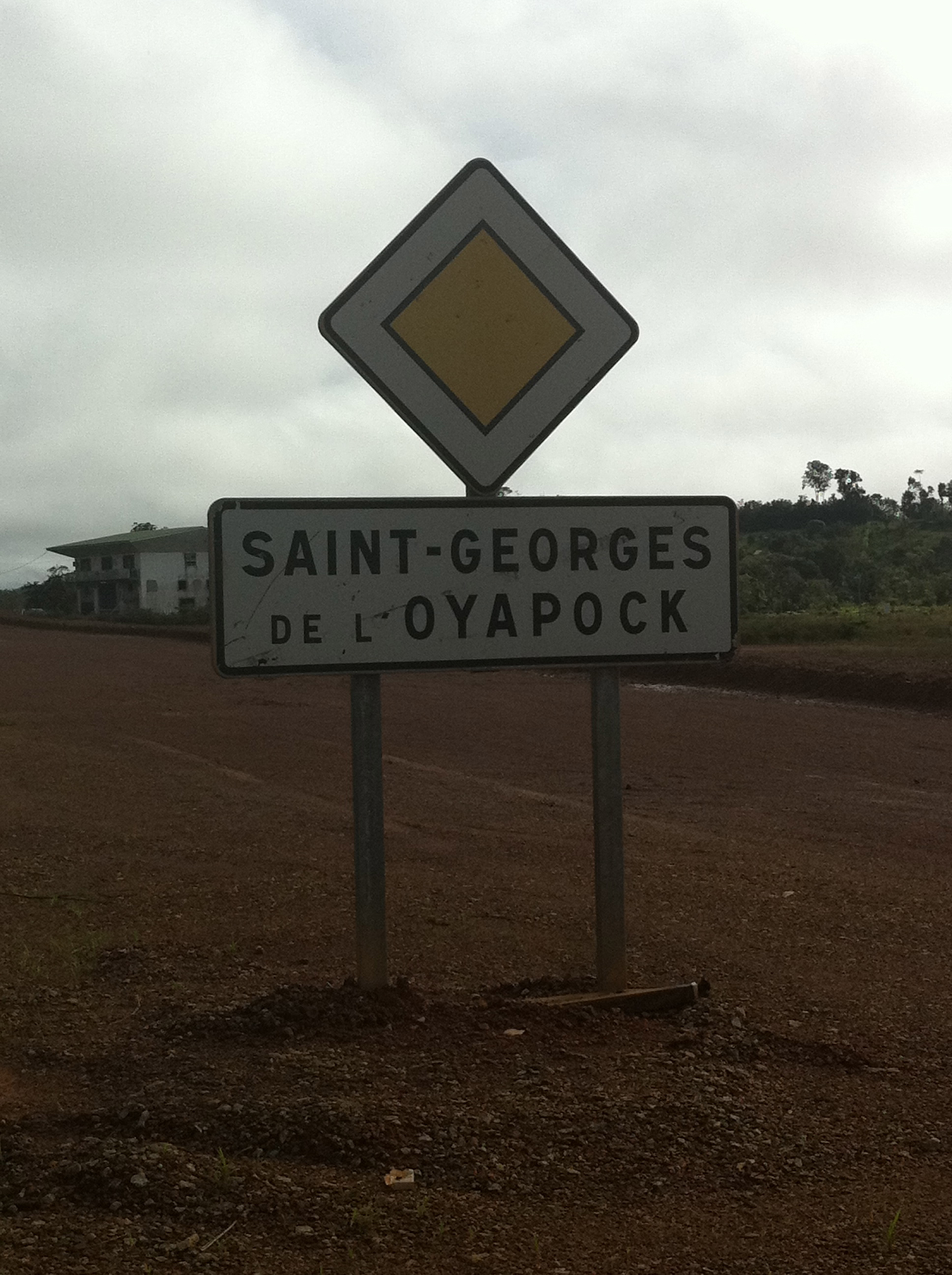
被标记为“Saint-Georges-de-l'Oyapock”的入城路牌

“Saint-Georges”一名可能与天主教圣人有关，该名称的来源尚缺乏官方解释。
圣乔治在一些场合又被称为奥亚波克河畔圣乔治（法語：Saint-Georges-de-l'Oyapock）。

## 历史
圣乔治的早期历史尚不清楚，其所在的法属圭亚那自17世纪起成为法国的一处海外殖民地。自19世纪末以来，圣乔治所处的奥亚波克河流域被安置了数千名流放人员。圣乔治原为瓦纳里的一部分，自1950年起成为独立市镇。在1955至2015年间，圣乔治为奥亚波克河畔圣乔治县的县治。横跨奥亚波克河的大桥于2017年建成通车。2022年10月12日，圣乔治被设立为一个副省会。

## 地理

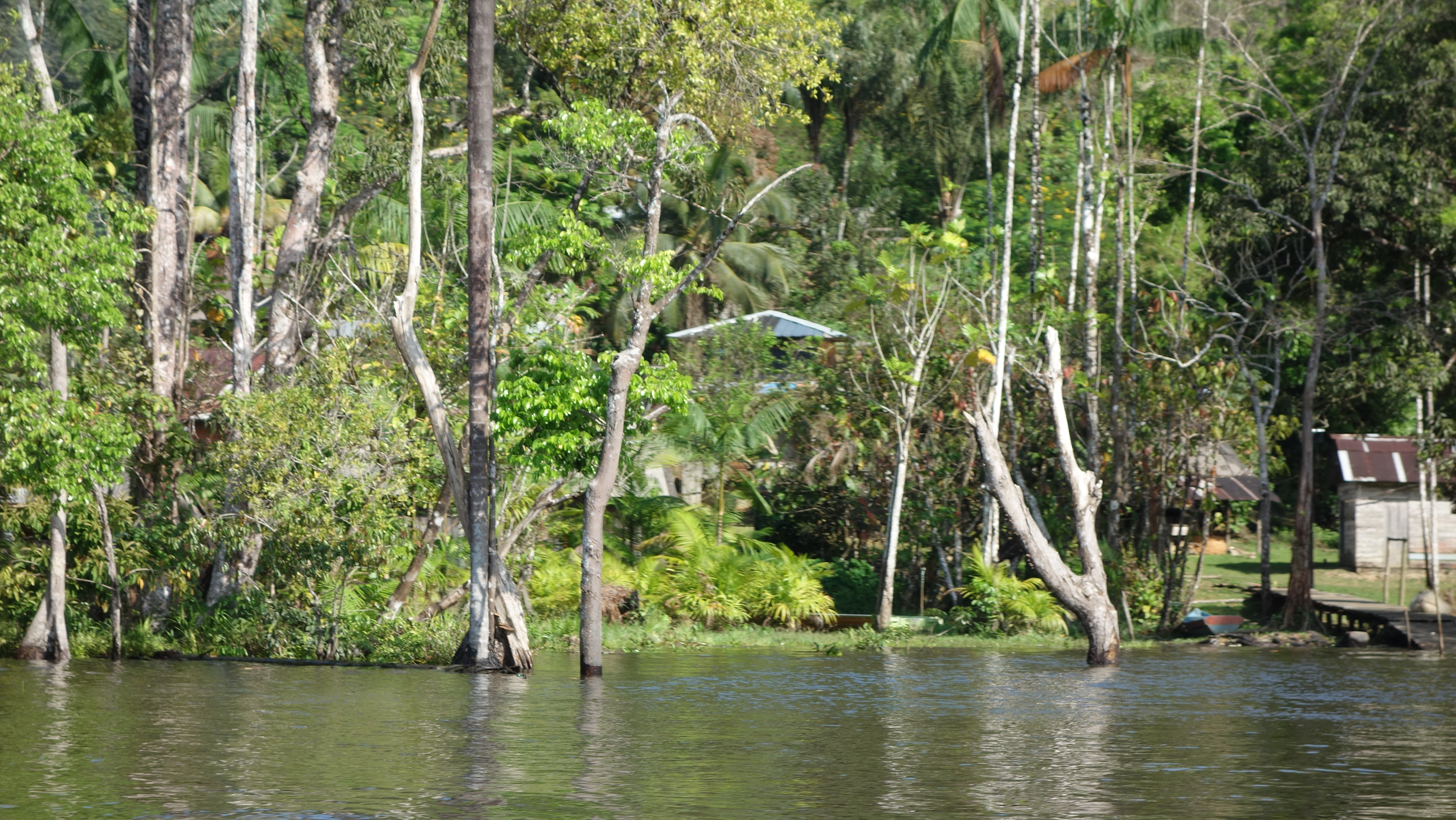
圣乔治附近的热带红树林

圣乔治位于法属圭亚那东部，距离省会卡宴大约190公里。与圣乔治接壤的法属圭亚那市镇包括：瓦纳里、雷日纳和卡莫皮。

### 地形
圣乔治位于亚马逊平原北部，境内以平原为主，市镇中心地势较为平坦，全境海拔在0到382米之间。

### 水文
圣乔治位于奥亚波克河左岸。

### 植被
圣乔治属于热带雨林区，林地广泛分布于市镇范围内的大部分区域。
在鲜花城市的评比中，圣乔治暂未被评级。

### 气候
圣乔治在柯本气候分类法中属于热带雨林气候（Af），全年高温多雨。
圣乔治境内设有气象站，以下为该气象站的数据（其中四月份日照数据取自卡宴。）
| 圣乔治 1981年－2019年 | 圣乔治 1981年－2019年 | 圣乔治 1981年－2019年 | 圣乔治 1981年－2019年 | 圣乔治 1981年－2019年 | 圣乔治 1981年－2019年 | 圣乔治 1981年－2019年 | 圣乔治 1981年－2019年 | 圣乔治 1981年－2019年 | 圣乔治 1981年－2019年 | 圣乔治 1981年－2019年 | 圣乔治 1981年－2019年 | 圣乔治 1981年－2019年 | 圣乔治 1981年－2019年 |
| 月份                  | 1月                   | 2月                   | 3月                   | 4月                   | 5月                   | 6月                   | 7月                   | 8月                   | 9月                   | 10月                  | 11月                  | 12月                  | 全年                  |
| --------------------- | --------------------- | --------------------- | --------------------- | --------------------- | --------------------- | --------------------- | --------------------- | --------------------- | --------------------- | --------------------- | --------------------- | --------------------- | --------------------- |
| 历史最高温 °C（°F）   | 33.3 (91.9)           | 35.6 (96.1)           | 36 (97)               | 35.9 (96.6)           | 33.9 (93.0)           | 35 (95)               | 34.4 (93.9)           | 40 (104)              | 36.9 (98.4)           | 37 (99)               | 37.3 (99.1)           | 35.2 (95.4)           | 40 (104)              |
| 平均高温 °C（°F）     | 29.4 (84.9)           | 29.5 (85.1)           | 30 (86)               | 30.1 (86.2)           | 30 (86)               | 30.6 (87.1)           | 31.3 (88.3)           | 32.4 (90.3)           | 33.4 (92.1)           | 33.7 (92.7)           | 32.8 (91.0)           | 30.8 (87.4)           | 31.2 (88.2)           |
| 日均气温 °C（°F）     | 25.9 (78.6)           | 25.9 (78.6)           | 26.2 (79.2)           | 26.4 (79.5)           | 26.4 (79.5)           | 26.4 (79.5)           | 26.5 (79.7)           | 27 (81)               | 27.4 (81.3)           | 27.5 (81.5)           | 27.3 (81.1)           | 26.5 (79.7)           | 26.6 (79.9)           |
| 平均低温 °C（°F）     | 22.3 (72.1)           | 22.3 (72.1)           | 22.3 (72.1)           | 22.7 (72.9)           | 22.9 (73.2)           | 22.3 (72.1)           | 21.7 (71.1)           | 21.6 (70.9)           | 21.3 (70.3)           | 21.4 (70.5)           | 21.7 (71.1)           | 22.2 (72.0)           | 22.1 (71.8)           |
| 历史最低温 °C（°F）   | 17.5 (63.5)           | 17.4 (63.3)           | 17.5 (63.5)           | 17.9 (64.2)           | 18.5 (65.3)           | 18.8 (65.8)           | 18.5 (65.3)           | 17.5 (63.5)           | 17.5 (63.5)           | 18.2 (64.8)           | 17.2 (63.0)           | 17.4 (63.3)           | 17.2 (63.0)           |
| 平均降水量 mm（）     | 432.7 (17.04)         | 363.8 (14.32)         | 356.3 (14.03)         | 457.7 (18.02)         | 564.8 (22.24)         | 369.9 (14.56)         | 196.6 (7.74)          | 100.2 (3.94)          | 47.6 (1.87)           | 58.8 (2.31)           | 114.1 (4.49)          | 302.1 (11.89)         | 3,364.6 (132.46)      |
| 月均日照時數          | 93                    | 82.5                  | 100.5                 | 123.5                 | 103.1                 | 126.3                 | 176.3                 | 221.9                 | 238.4                 | 232.8                 | 177.2                 | 138.6                 | 1,814.1               |
| 来源：infoclimat.fr   |                       |                       |                       |                       |                       |                       |                       |                       |                       |                       |                       |                       |                       |

## 行政区划

圣乔治市镇范围地图

圣乔治的市镇编号为97308，邮政编号为97313。
在行政管理方面，圣乔治隶属于法国海外省法属圭亚那，同时也是该省的一个副省会，下辖圣乔治区；在地方选举方面，圣乔治市镇范围全境被划入法属圭亚那第一选区；在社会管理方面，圣乔治是东圭亚那市镇公共社区的办公驻地。
截至2024年1月，圣乔治市镇范围内暂无任何城市敏感街区及城市政策优先街区。
法国国家统计与经济研究所（简称）在进行数据统计时，未将圣乔治划入任何城市核心区（Unité urbaine）、城市区（Aire urbaine）及城市辐射区（Aire d'attraction）。此外，还将圣乔治市镇整体看作一个“块区”（IRIS），以便于统计人口分布情况。

## 交通

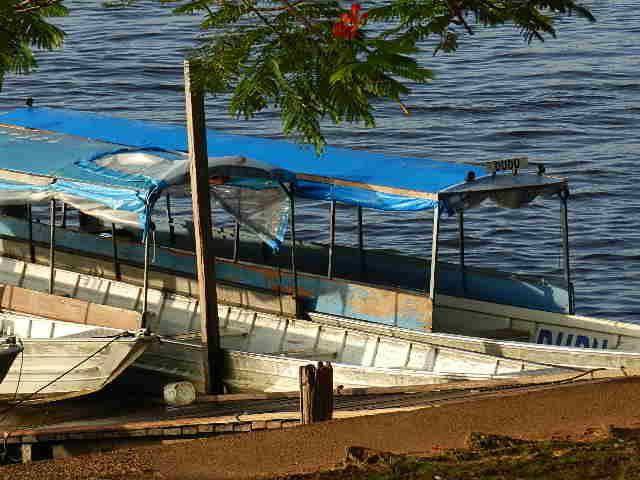
圣乔治奥亚波克河畔的船只

### 公路
法属圭亚那地方干线公路N2线经过圣乔治。法属圭亚那公共交通下属的城际客运8号线经停圣乔治，可通往卡宴。
2020年，20.1%的圣乔治家庭拥有至少一辆私人汽车。2021年，圣乔治境内共发生各类交通事故1起，造成1人受伤。

### 铁路
圣乔治及其所在的整个法属圭亚那暂无铁路运输系统，亦无相关规划。

### 航空
奥亚波克河畔圣乔治飞行场位于圣乔治市区西侧，该机场主要供直升机及商务客机起降，无固定商业航线服务。
圣乔治距离卡宴费利克斯·埃布埃国际机场的公路里程大约176公里。

### 内河航运
圣乔治有小型滚装船可连接巴西城市奥亚波基。

### 城市公共交通
截至2024年1月，圣乔治暂无城市公共交通系统。

## 政治

### 市政内阁

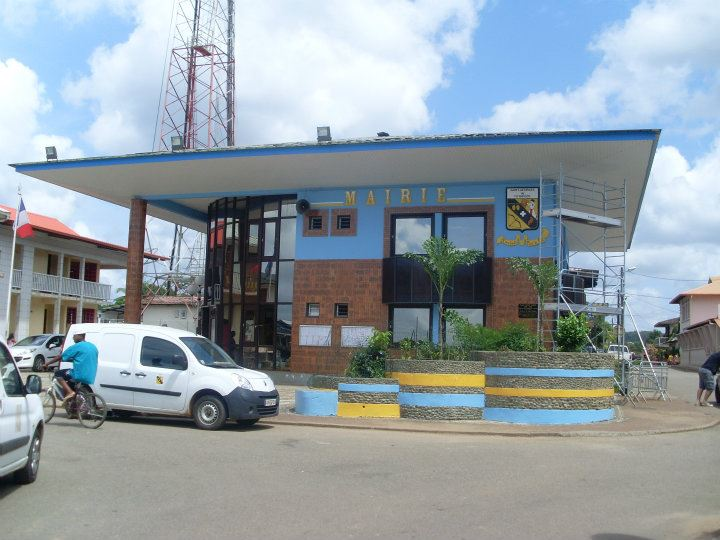
圣乔治市政厅

圣乔治的现任市长为乔治·埃尔福尔先生（Georges ELFORT），他是圭亚那社会党的一名成员，在2020年的市政选举中获得了100%的支持率（无其他候选人）。
| 圣乔治历届市长         | 圣乔治历届市长                                     | 圣乔治历届市长                     |
| 任期                   | 市长                                               | 党派                               |
| ---------------------- | -------------------------------------------------- | ---------------------------------- |
| （1971年以前资料暂缺） |                                                    |                                    |
| 1971年－1994年         | Romain GARROS 罗曼·加罗斯                          | RPR保衛共和聯盟                    |
| 1994年－2008年         | Georges ELFORT 乔治·埃尔福尔                       | DVG左翼无党派人士 →PSG圭亚那社会党 |
| 2008年－2014年         | Fabienne MATHURIN-BROUARD 法比埃娜·马蒂兰-布鲁阿尔 | DVD右翼无党派人士                  |
| 2014年－               | Georges ELFORT 乔治·埃尔福尔                       | PSG圭亚那社会党                    |

### 各级选举
| 圣乔治历届投票选举结果 | 圣乔治历届投票选举结果 | 圣乔治历届投票选举结果 | 圣乔治历届投票选举结果 | 圣乔治历届投票选举结果 | 圣乔治历届投票选举结果 | 圣乔治历届投票选举结果 | 圣乔治历届投票选举结果 | 圣乔治历届投票选举结果 | 圣乔治历届投票选举结果 |
| 选举项目               | 选举范围               | 选区单位               | 选区单位内的选举结果   | 选区单位内的选举结果   | 选区单位内的选举结果   | 选区单位内的选举结果   | 选区单位内的选举结果   | 选区单位内的选举结果   | 参考资料               |
| 选举项目               | 选举范围               | 选区单位               | 第一轮胜出者           | 第一轮胜出者           | 支持率                 | 第二轮胜出者           | 第二轮胜出者           | 支持率                 | 参考资料               |
| ---------------------- | ---------------------- | ---------------------- | ---------------------- | ---------------------- | ---------------------- | ---------------------- | ---------------------- | ---------------------- | ---------------------- |
| 2017年法國總統選舉     | 法國                   | 市镇                   |                        | 玛丽娜·勒庞            | 34.54%                 |                        | 埃马纽埃尔·马克龙      | 65.29%                 | [ 19 ]                 |
| 2017年法国立法选举     | 法属圭亚那第一选区     | 市镇                   |                        | 加布里埃尔·塞尔维尔    | 62.71%                 |                        | 加布里埃尔·塞尔维尔    | 75.51%                 | [ 19 ]                 |
| 2019年欧洲议会选举     | 法國                   | 市镇                   |                        | 若尔丹·巴尔代拉        | 45.16%                 | （不适用）             | （不适用）             | （不适用）             | [ 21 ]                 |
| 2021年法国大区选举     |                        | 市镇                   |                        | 罗多尔夫·亚历山大      | 80.24%                 |                        | 罗多尔夫·亚历山大      | 82.65%                 | [ 22 ]                 |
| 2022年法国总统选举     | 法國                   | 市镇                   |                        | 让-吕克·梅朗雄         | 31.18%                 |                        | 埃马纽埃尔·马克龙      | 50.32%                 | [ 19 ]                 |
| 2022年法国立法选举     | 法属圭亚那第一选区     | 市镇                   |                        | 若埃尔·普雷沃-马代尔   | 52.3%                  |                        | 伊瓦娜·古阿            | 79.46%                 | [ 19 ]                 |

## 人口
2020年，圣乔治市镇人口数量为4,303，在法国排名第2,583位。其中男性2,174人，女性2,129人，75岁及以上人口占1.0%，外籍人口数量为不详，人口密度为2人/平方公里，当地暂无官方居民称谓。2022年，圣乔治境内出生145人，死亡人口18人。
| 圣乔治1961年－2021年人口变化情况 |
|                                  |
| 数据来源：INSEE                  |

## 经济
圣乔治是一个区域性的中心城市。截至2024年1月，圣乔治市镇范围内共有各类用人单位（包含自雇）349家，平均历史为15年，其中97.42%为中小型企业（PME），2023年11月至2024年1月间，当地的经济活力指数为0。（森林开采）、（木材加工）及（发电）是当地2021年营业额最高的三个企业，分别为2,153,896欧元、2,147,856欧元和1,170,430欧元。

## 财政与居民收入
2021年，圣乔治的财政收入总额为4,998,080欧元，财政支出总额为4,928,250欧元，当年的债务总额为635,010欧元。2021年，圣乔治市镇通过增值税获得154,660欧元的收入，此外当地还共获得了2,195,780欧元的国家直接财政补助。
| 聖喬治居民收入情况                               | 聖喬治居民收入情况 | 聖喬治居民收入情况    | 聖喬治居民收入情况 |
| 内容                                             | 聖喬治             | 法国                  | 统计年份           |
| ------------------------------------------------ | ------------------ | --------------------- | ------------------ |
| 征税家庭总数                                     | 不详               | 1,081（法国市镇平均） | 2022年             |
| 居民平均月收入                                   | 2,428欧元          | 2,435欧元             | 2022年             |
| 高级职员人均月收入                               | 3,658欧元          | 4,331欧元             | 2021年             |
| 中级职员人均月收入                               | 3,011欧元          | 2,470欧元             | 2021年             |
| 普通职员人均月收入                               | 2,223欧元          | 1,801欧元             | 2021年             |
| 贫困率                                           | 不详               | 14.5%                 | 2020年             |
| 青壮年（15至64岁）失业率                         | 58.1%              | 7.4%                  | 2020年             |
| 征税家庭数量占比                                 | 13.6%              | 45.5%                 | 2020年             |
| 家庭年均纳税                                     | 2,400欧元          | 4,393欧元             | 2022年             |
| 资料来源：INSEE、L'Internaute、Le Journal du Net |                    |                       |                    |

## 社会事务

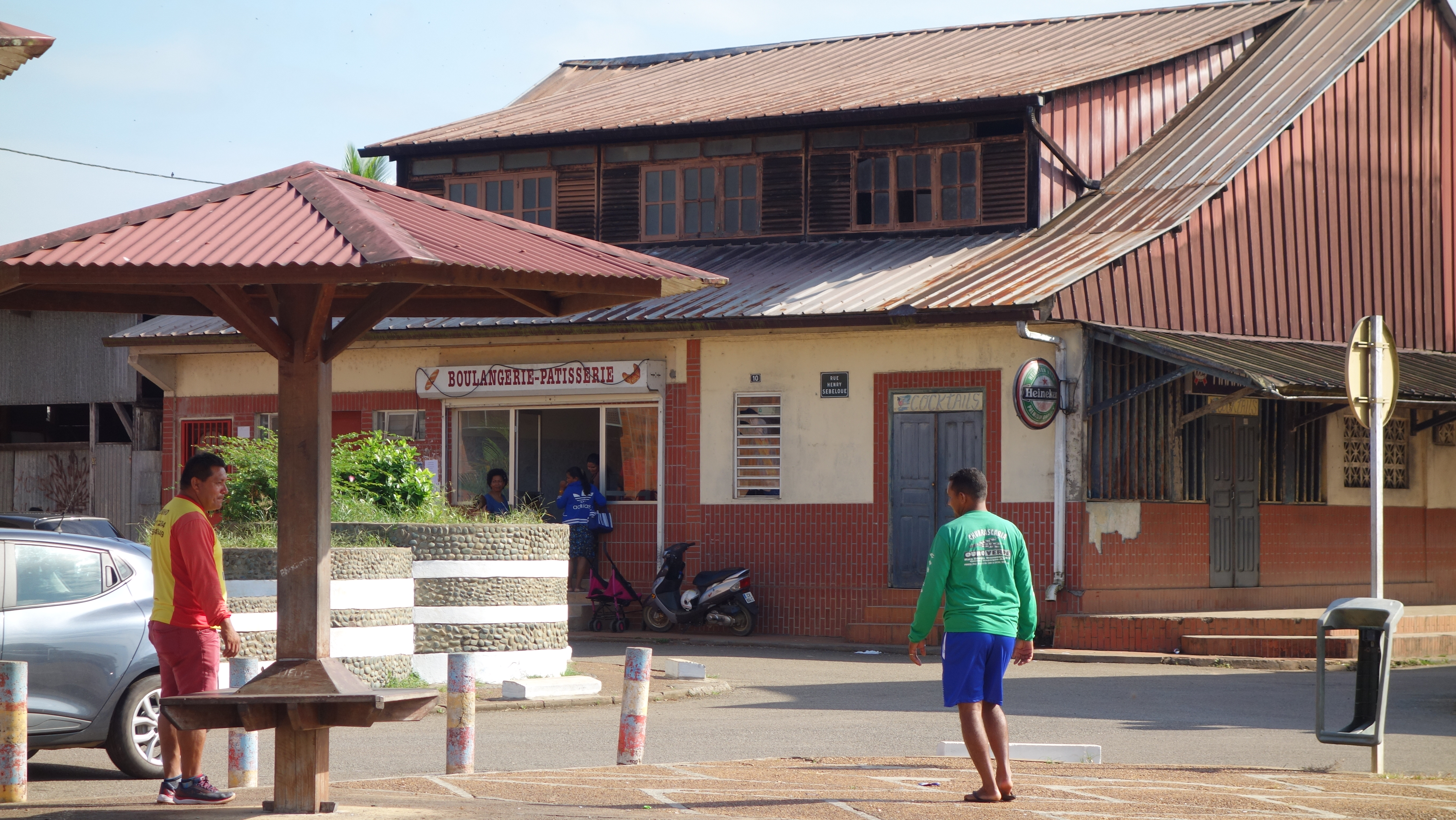
圣乔治镇中心

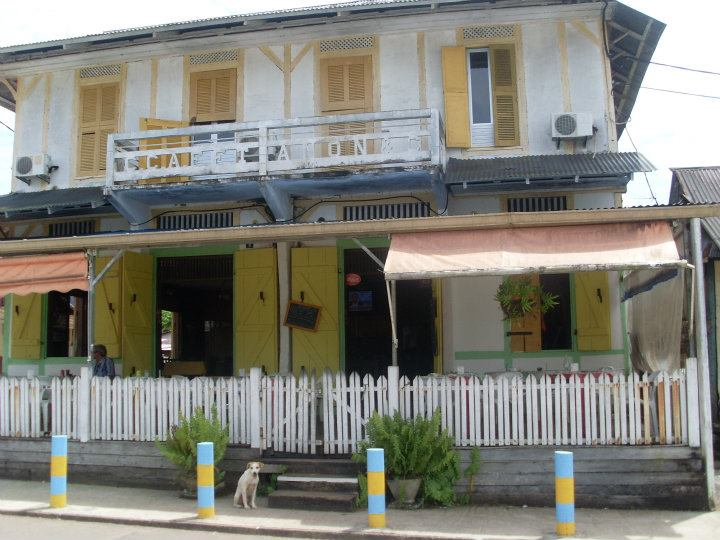
一家餐厅

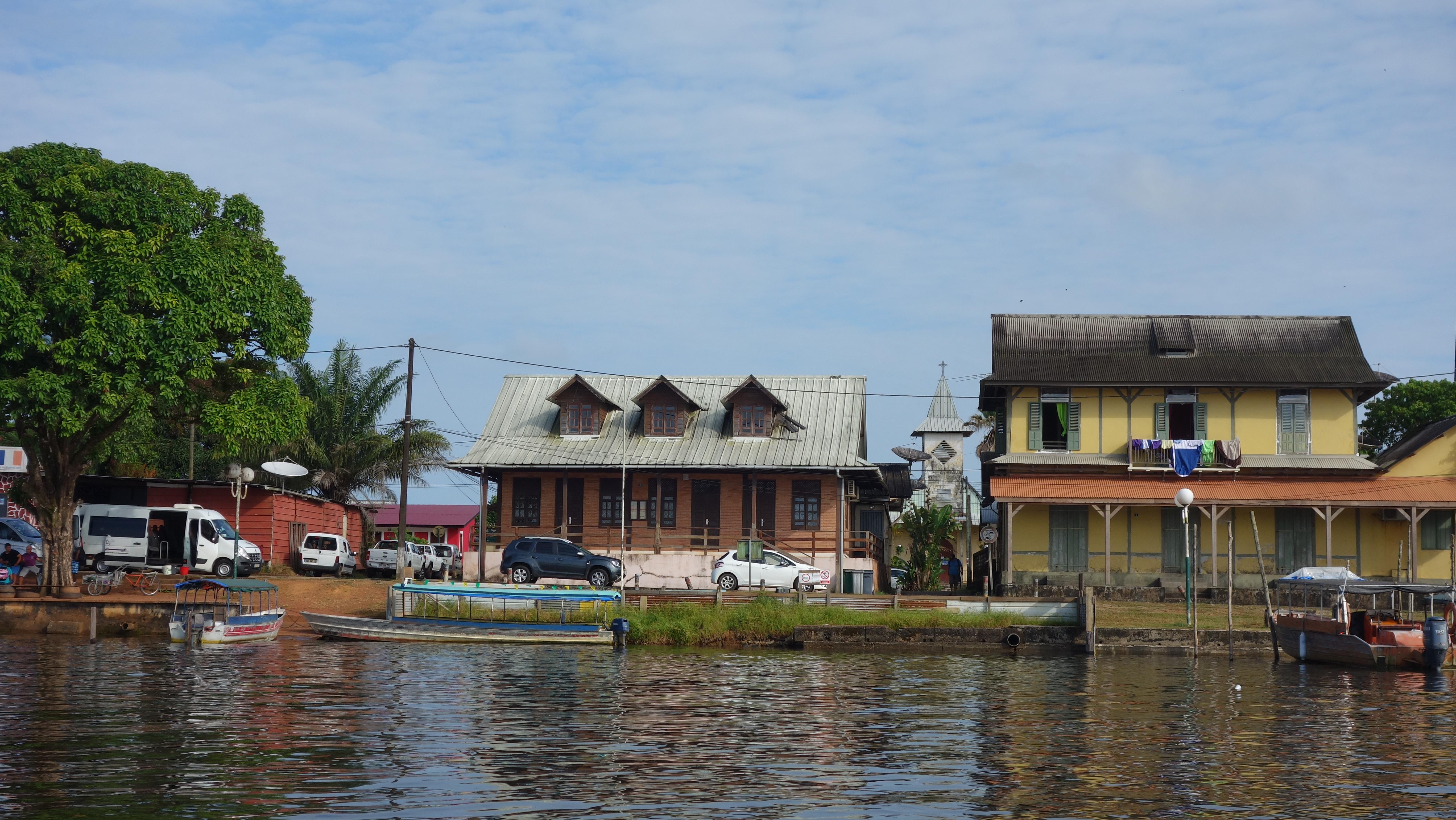
传统建筑

### 教育
圣乔治属于outre-mer。截至2021年1月1日，圣乔治境内共有1所幼儿园、3所小学、1所初级中学。2021至2022学年度，圣乔治境内共有在校中等教育阶段学生635名。

### 医疗
截至2022年1月1日，圣乔治境内共有全科医生1名、保健师1名、护士5名和药房1家。
距离圣乔治最近的区域性医疗机构为安德烈·罗斯蒙中心医院，其主病区医院位于卡宴，距离圣乔治市区的正常车程大约2小时26分钟，该院设有床位698个，是法属圭亚那规模最大的公立综合性医院。

### 住房
2020年，圣乔治境内共有各类住房1,472套，其中73.6%为独立式住宅，24.0%为集中式住宅。常住房屋占圣乔治市镇范围内居民建筑总量的71.9%。
在住房保障政策方面，2018年，圣乔治境内共有165户家庭获得了住房经济补助，受益人数占总人口数量的4%，其中125份为房租补助。

### 商业
2021年，圣乔治境内共有各类实体商铺26家，其中餐厅8家、杂货店2家、面包房3家、汽车维修店2家。圣乔治镇中心建有一家8 à Huit超市。

### 体育
2021年，圣乔治境内共有1间体育馆、2处网球场以及3处足球或橄榄球场。
截至2024年1月，圣乔治境内共有四家注册足球俱乐部。奥亚波克足球俱乐部（FC Oyapock，编号581489）是当地的代表性足球队，其主队2023至2024赛季参加法属圭亚那足球协会甲组（法国第六级别），其主场为格雷瓜尔·奥阿许克球场（Stade Grégoire Ho-A-Chuck）。

### 环境
圣乔治的环境事务由其所属的东圭亚那市镇公共社区联合各级政府协调负责。2021年，圣乔治境内暂无污染企业。

### 治安
2021年，圣乔治市镇范围内有1处宪兵队。
圣乔治及其附近的共8个市镇是马图里国家宪兵队（zone gendarmerie de Matoury）的管辖范围。2020年，该宪兵队累计记录各类案件3,608起，其中盗窃类案件1,467起，经济类案件272起，毒品交易类案件87起。

## 文化

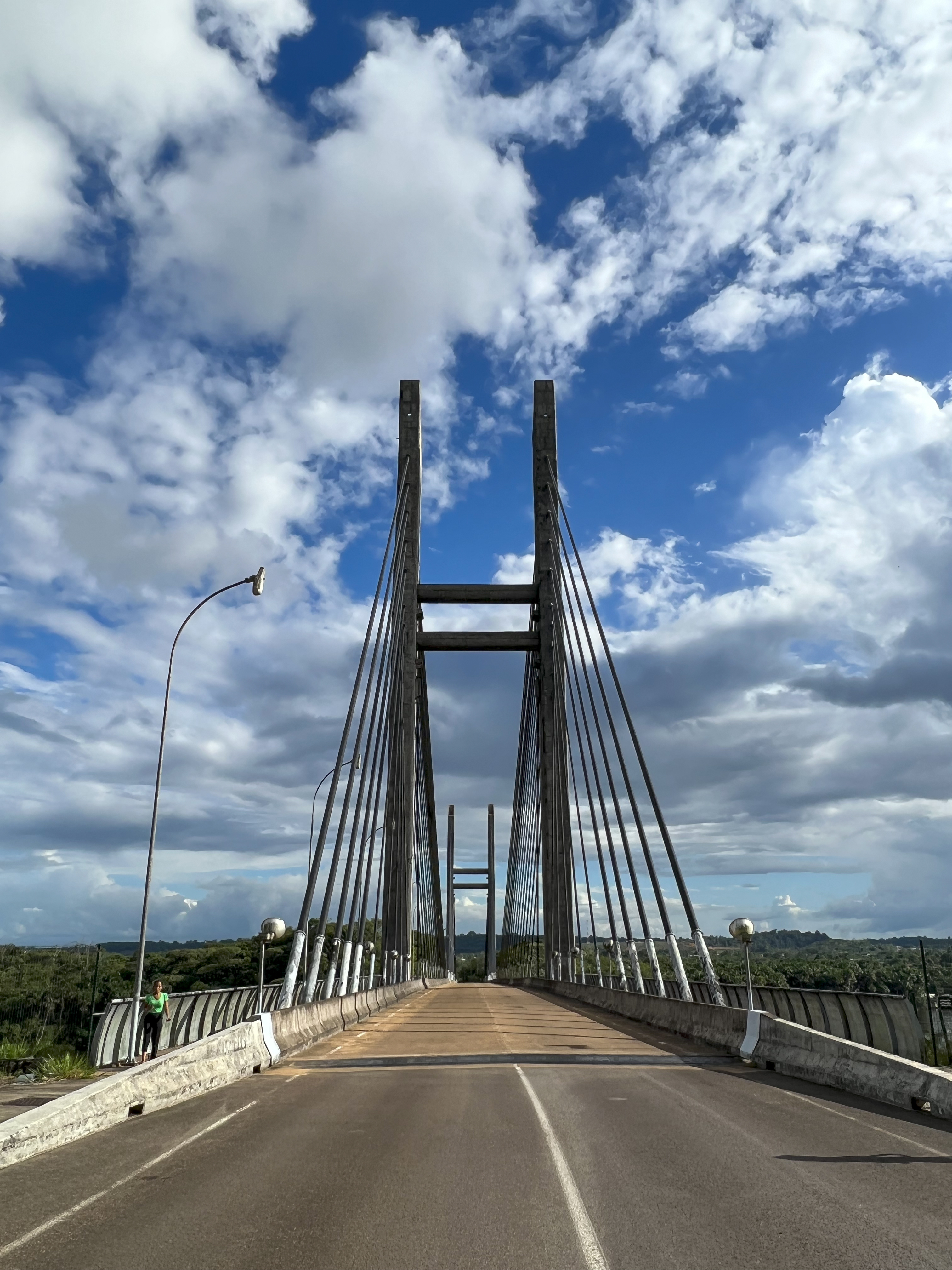
奥亚波克河大桥

2021年，圣乔治境内暂无任何文化设施。圣乔治境内建有路易·比耶尔日多媒体中心（Médiathèque Louis Bierge），每周二至六向公众开放。

### 建筑
圣乔治境内有多处历史建筑，其中圣乔治教堂（Église Saint Georges de l’oyapock）、奥亚波克河大桥等为当地的地标性建筑物。

### 旅游
圣乔治的旅游事务由其所属的东圭亚那市镇公共社区联合各级政府协调负责。2023年，圣乔治境内共有1家酒店共计15间房间。

### 媒体
法国主要的媒体均可在圣乔治接收，法国电视24台下在部分时段播出圣乔治所在法属圭亚那的地方新闻。圭亚那第一电视台是一个总部位于卡宴的地方电视台，归属法国电视台管理。

## 友好城市
截至2024年1月，圣乔治暂未建立任何友好城市关系。